# Alberto Vera Aréjula
Alberto Vera Aréjula, O. de M. (Aguilar del Río Alhama, La Rioja, España, 8 de abril de 1957) es un religioso mercedario español que actualmente es Obispo de Nacala, en Mozambique.

## Biografía
Ingresó en el seminario mercedario de Reus e hizo profesión de fe en 1975. La profesión eterna la realizó el 19 de marzo de 1981 en el Monasterio de Santa María del Puig. El 14 de mayo de 1981 recibió el sacramento del orden sacerdotal. 
El Papa Francisco lo nombró Obispo titular de Nova Barbara y Obispo auxiliar de Xai-Xai el 30 de marzo de 2015. Fue consagrado el 2 de mayo del mismo año por el obispo de Xai-Xai, Lucio Andrice Muandula. El 25 de abril de 2018, el Papa lo nombró obispo de Nacala.